# 配偶子嚢接合
配偶子嚢接合（はいぐうしのうせつごう）とは、有性生殖の一つの形で、配偶子が独立する事なく、それを含むはずの構造が直接に接合するやり方である。菌類や藻類のいくつかの群で見られる。

## 接合菌の場合
たとえば接合菌類のケカビの場合、好適な株同士が互いに接すると、両者のその部分の菌糸から特別な枝が伸びる。それらは互いに接近し、近づいたところで、普通の菌糸よりやや太めで先端の丸くなった枝が出る。両方から出たこの枝は先端で互いに接触すると、接触面より基部に近い部分に隔壁を生じる。つまりそれぞれの枝の先の細胞を互いに押し付けあったような形である。これらの押し付け合わされた細胞は次第に融合し、やがて大きく膨らんで表面が厚い壁に変わる。この壁の内側には一個の細胞が含まれている。
このように、菌糸の先端の細胞そのものが融合するため、独立した配偶子とは見なしがたい。また、内部に複数の核を含み、それらが配偶子の核としてふるまうので、この細胞を配偶子のうと見なし、配偶子がその内部で分化しなかったものだと考える。そして、配偶子嚢同士が接合することから、このやり方を配偶子嚢接合というのである。
接合菌類の場合、このように栄養体菌糸とははっきり区別できる配偶子のうを形成するものもあるが、区別できない普通の菌糸が接合するものもある。接合する配偶子のうには形態的に差がないものが多いが、大小の差があるものもある。その場合、大きい方を雌性とする。ケカビ類の場合、両者が対等に融合するように見えるが、クサレケカビなどでは雌性配偶子のうに雄性配偶子のうの内容が流れ込むようにして接合が行われる。

## 卵菌の場合
ミズカビなどの卵菌類の場合、菌糸の側面から出た枝の先端が丸く膨らむようにして生卵器と呼ばれる雌性配偶子のうが形成される。その内部では減数分裂が行われ、卵胞子が形成される。雄性配偶子のうは周囲の菌糸から出た細い菌糸の形で、生卵器の表面に伸びて、表面から中へともぐりこむようにして卵胞子と接合する。
この場合、配偶子のう同士の接触によって接合が行われるので、配偶子のう接合と言えるが、卵胞子、つまり雌性配偶子が分化しているので、配偶子配偶子嚢接合とも呼ばれる。